# David Pech
David Pech (Brandýs nad Labem-Stará Boleslav, 22 febbraio 2002) è un calciatore ceco, centrocampista del Mladá Boleslav.

## Carriera

### Club
Cresciuto nel settore giovanile del Mladá Boleslav, ha esordito in prima squadra il 18 agosto 2019, in occasione dell'incontro di 1. liga perso per 2-1 in trasferta contro lo Jablonec.

### Nazionale
Ha giocato nelle nazionali giovanili ceche Under-16, Under-17, Under-19 ed Under-21.

## Statistiche

### Presenze e reti nei club
Statistiche aggiornate al 30 settembre 2022.
| Stagione        | Squadra         | Campionato      | Campionato | Campionato | Coppe nazionali | Coppe nazionali | Coppe nazionali | Coppe continentali | Coppe continentali | Coppe continentali | Altre coppe | Altre coppe | Altre coppe | Totale | Totale |
| Stagione        | Squadra         | Comp            | Pres       | Reti       | Comp            | Pres            | Reti            | Comp               | Pres               | Reti               | Comp        | Pres        | Reti        | Pres   | Reti   |
| --------------- | --------------- | --------------- | ---------- | ---------- | --------------- | --------------- | --------------- | ------------------ | ------------------ | ------------------ | ----------- | ----------- | ----------- | ------ | ------ |
| 2018-2019       | Mladá Boleslav  | 1L              | 0          | 0          | CRC             | 0               | 0               |                    | -                  | -                  |             | -           | -           | 0      | 0      |
| 2019-2020       | Mladá Boleslav  | 1L              | 5          | 0          | CRC             | 1               | 0               | UEL                | 0                  | 0                  |             | -           | -           | 6      | 0      |
| 2020-2021       | Mladá Boleslav  | 1L              | 2          | 0          | CRC             | 0               | 0               |                    | -                  | -                  |             | -           | -           | 2      | 0      |
| 2021-2022       | Mladá Boleslav  | 1L              | 9+4        | 0+1        | CRC             | 2               | 0               |                    | -                  | -                  |             | -           | -           | 15     | 1      |
| 2022-2023       | Mladá Boleslav  | 1L              | 9          | 0          | CRC             | 0               | 0               |                    | -                  | -                  |             | -           | -           | 9      | 0      |
| Totale carriera | Totale carriera | Totale carriera | 29         | 1          |                 | 3               | 0               |                    | 0                  | 0                  |             | -           | -           | 32     | 1      |

## Palmarès

### Club

#### Competizioni nazionali
- Coppa della Repubblica Ceca: 1

Slavia Praga: 2022-2023